# Sciaromium forsythii
Sciaromium forsythii là một loài rêu trong họ Echinodiaceae. Loài này được Broth. mô tả khoa học đầu tiên năm 1912.